# Соломенная шляпка

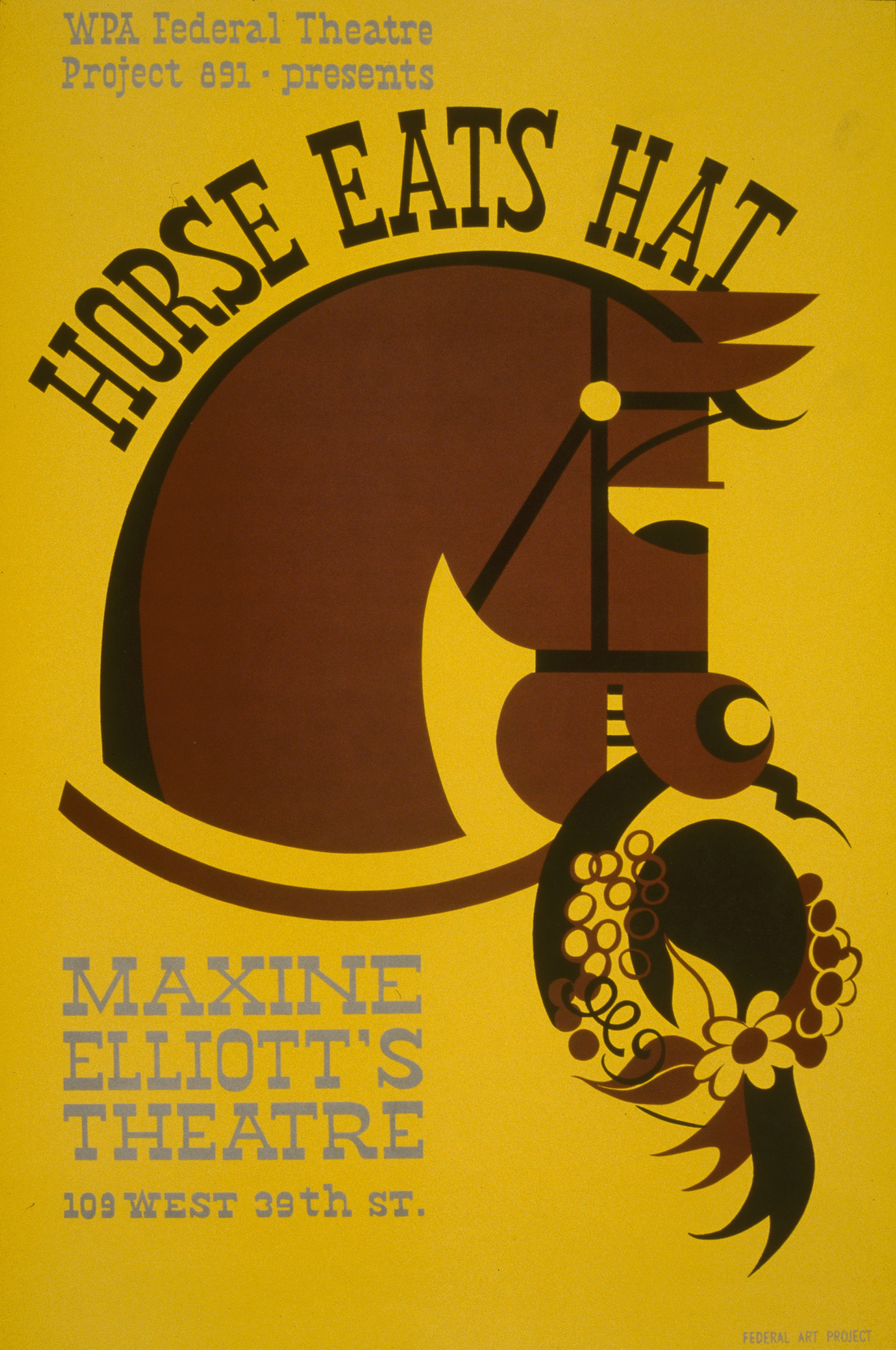
Постер постановки водевиля в театре Maxine Elliotte (Нью-Йорк, 1930)

«Соломенная шляпка» (фр. Un chapeau de paille d'Italie), в дословном переводе: «Шляпка из итальянской соломки» — пьеса-водевиль в 5 актах французских драматургов, писавших водевили Эжена Лабиша и Марк-Мишеля.
Пьеса была написана в Париже в 1851 году. В том же году 14 августа состоялась её премьера: в парижском театре Королевского дворца (Théâtre du Palais-Royal), а вскоре пьеса была опубликована издательством Michel Lévy frères.

## Краткий[уточнить]сюжет
Столичный щёголь Фадинар решил поправить свои материальные дела, женившись на дочке провинциального богача-фермера Нонанкура. Юная невеста Элен прибыла в Париж на свою свадьбу, как и положено по традиции, со всей своей неисчислимой провинциальной родней. Жених, отдав последние распоряжения слуге о подготовке дома к встрече родни, сам, вскочив на лошадь, отправился встречать новоявленных родственников и сопровождать их к своему дому. Длинная кавалькада гостей ехала вслед за Фадинаром к его дому, и хозяин, решив удостовериться, все ли в порядке в доме, оторвался от гостей и поскакал вперед. Дорога лежала через парк. А в парке прогуливалась пара возлюбленных: дама и кавалер. Чтобы даме не мешала её соломенная шляпка, она отбросила её. В это самое время лошадь проезжавшего мимо Фадинара нашла соломенную шляпку и стала жевать её. К моменту, когда Фадинар это обнаружил, шляпка была уже почти полностью съедена. Пропажу шляпки заметила и дама. Вернуться без шляпки домой она не могла, это вызвало бы немалые подозрения мужа. В результате дама (мадам Анаис Бопертюи) и её кавалер (лейтенант Эмиль Тавернье) оккупируют дом Фадинара с требованием возмещения такой же точно шляпки – в противном случае они грозятся сорвать жениху его свадьбу. Как истинный француз Фадинар не может уличить даму в измене её супругу и вынужден соглашаться на их условия. Поискам соломенной шляпки и посвящён весь сюжет водевиля. Фадинар бросается в разные места к самым разным людям, а кавалькада изрядно уставших и измотанных путешествием родственников, старательно не допускаемых в дом жениха, где засели влюблённые, следует за ним. Много неожиданных встреч ожидает героя, но такой же точно шляпки он нигде так и не находит,  обнаруживает её среди свадебных подарков. В итоге соломенная шляпка найдена, одураченный муж не узнал об измене жены, а Фадинар удачно женился на миллионах своего тестя.

## Действующие лица
- Фадинар — Fadinard
- Нонанкур — Nonancourt,
- Элен Нонанкур, невеста — Hélène,
- Месье Бопертюи — Beauperthuis
- Анаис Бопертюи — Anaïs, femme de Beauperthuis
- Эмиль Тавернье, лейтенант — Émile Tavernier, lieutenant
- Дядя Вазине, глухой родственник — Vézinet,
- Бобен, племянник Нонанкура — Bobin,
- Месье Тардиво, бухгалтер — Tardiveau,
- Феликс, слуга Фадинара — Félix,
- Клара, модистка — Clara,
- баронесса де Шампиньи — La Baronne de Champigny
- виконт де Розальба — Achille de Rosalba
- Виржини, служанка Бопертюи — Virginie,
- Горничная в доме баронессы — Une femme de chambre de la Baronne
- Капрал — Un caporal
- Много родни

## Постановки
Первая же постановка, прошедшая 14 августа 1851 года в театре Палэ-Руаяль, имела шумный успех. С не меньшим успехом водевиль ставился и в дальнейшем и продолжает входить в репертуары различных театров до сих пор уже более полутора сотни лет. Водевиль обошёл почти все мировые театральные сцены. Более всего ставился во Франции. Среди французских театров, ставивших «Соломенную шляпку»: Комеди Франсез, Театр «Варьете» (Théâtre des Variétés), парижский Théâtre national de Chaillot, парижский Théâtre du Nord-Ouest, театр Мольера и др.
На русский язык водевиль был переведен начальником репертуарной части санкт-петербургских театров П. С. Фёдоровым уже на следующий год после своего появления (в 1852 г.) и тут же поставлен в Александринском театре в Санкт-Петербурге. Через несколько лет постановка прошла в Москве в Малом театре: 3 октября 1869 в бенефис А. Ф. Федотова и прочно вошла в Репертуар Малого театра, где пьеса ставилась ещё не раз (1869, 1900 на сцене филиала Малого театра в постановке А. М. Кондратьева, 1914 и др.).
В 1925 году режиссёр С. Э. Радлов поставил спектакль в Ленинграде, в Институте сценических искусств. 
21 марта 1927 — Музыкальный театр им. Немировича-Данченко поставил как музыкальную комедию, музыка И. О. Дунаевского, либретто М. П. Гальперина. Постановка Л. В. Баратова. Дирижёр — О. М. Брон. Художник — А. Д. Гончаров. Фадинар — И. С. Ягодкин; Элен — М. А. Грубэ; Нонанкур — Д. В. Камерницкий, Л. В. Баратов; Жоржетта — Н. А. Остроумова, Л. П. Орлова; Виконт д’Альбороза — С. В. Образцов, Д. М. Каплунский.
В 1939 г. водевиль был поставлен на сцене театра им. Вахтангова в Москве, режиссёр А. Тутышкин.
В 1959 пьеса была переделана для кукольного театра и поставлена в Кукольном театре С.Образцова в Москве.
В 1970 году в Тираспольском театре режиссёром-постановщиком стала Надежда Аронецкая. В ролях были: Фадинар — Бэно Аксёнов, Нонанкур — Евгений Мызников, Элен — Лариса Пашкова-Шер, Бопертюи — Ефим Рубинштейн, Анаис — Светлана Тома, Эмиль — Олег Лачин, Бобен — Виталий Пашков, Баронесса — Людмила Колохина, Виконт — Аркадий Левицкий, Клара — Галина Эльманович, Вазине — Владимир Сухомлинов, Тардиво — Анатолий Шолош, Феликс — Игорь Таран.

## Экранизации
- 1910: Un chapeau de paille (Соломенная шляпка, Франция), авторы неизвестны
- 1927: Un chapeau de paille d’Italie (Соломенная шляпка, Франция), режиссёр Рене Клер
- 1939: Der Florentiner Hut (Соломенная шляпка, Германия), режиссёр Вольфганг Либенайнер
- 1940: Un chapeau de paille d’Italie (Соломенная шляпка, Франция), режиссёр Морис Каммаж (Maurice Cammage) с Фернанделем в главной роли Фадинара[3]
- 1946: Un modelo de Paris (Парижская модель, Аргентина), режиссёр Луис Байон Эррера (Luis Bayón Herrera)[3]
- 1955: Un cappello di paglia di Firenze (Соломенная шляпка, Италия), режиссёр Коррадо Паволини
- 1967: Ein Florentiner Hut (Соломенная шляпка, Германия), режиссёр Курт Вильгельм
- 1971: Slaměný klobouk (Соломенная шляпка, Чехословакия), режиссёр Олдржих Липский
- 1974: Соломенная шляпка, СССР, режиссёр Леонид Квинихидзе.
- 1975: Il cappello di paglia di Firenze (Соломенная шляпка, Италия), режиссёр Уго Грегоретти
- 1999: Il cappello di paglia di Firenze (Соломенная шляпка, Италия), режиссёр Патриция Кармине
- 2006: Ena kapelo apo psatha Italias (Соломенная шляпка, Греция), режиссёры Анна Хацисофия, Харис Ромас, Наташа Зука

## Опера
По сюжету водевиля композитор Нино Рота написал оперу «Il cappello di paglia di Firenze» («Шляпка из флорентийской соломки»). Произведение было написано в 1945 году, премьера состоялась 2 апреля 1955 года в Палермо.